# Giro d’Italia 2004
Der 87. Giro d’Italia fand vom 8. bis 30. Mai 2004 statt. Er bestand aus einem Prolog und 20 Etappen mit einer Gesamtlänge von 3435 Kilometern. Der Giro war mit rund 1.330.000 Euro dotiert, der Gesamtsieger erhielt davon gut 185.000 Euro.
Neben dem Prolog in Genua gab es nur ein weiteres Einzelzeitfahren. Drei Bergankünfte und weitere schwere Bergetappen machten den Giro 2004 zu einem Giro für Kletterspezialisten. Höchster Punkt (genannt Cima Coppi, benannt nach dem legendären Rennfahrer Fausto Coppi) des Giro war der Passo di Gavia mit 2618 m. Ebenfalls im Profil waren der Falzaregopass (16. Etappe) und der Mortirolo auf der vorletzten Etappe. Während der 14. und 15. Etappe machte der Giro einen Abstecher nach Slowenien und Kroatien.
Die Gesamtwertung gewann überraschend der erst 22 Jahre alte Damiano Cunego vom Team Saeco, der eigentlich als Helfer für Titelverteidiger Gilberto Simoni eingesetzt wurde. Das Maglia Rosa wechselte im Verlauf des Rennens mehrfach. Erst auf der 16. Etappe sorgte Cunego mit seinem Sieg auf einer schweren Dolomitenetappe für die Vorentscheidung.
Italiens Sprintstar Alessandro Petacchi (Fassa Bortolo) gewann neun der zwanzig Etappen und holte das Trikot des Punktbesten. Fabian Wegmann (Team Gerolsteiner) gewann überraschend das Trikot des besten Bergfahrers. Auch Olaf Pollack hatte ein persönliches Erfolgserlebnis. Er sicherte sich nach der ersten Etappe für einen Tag die Gesamtführung wegen der Zeitbonifikation von 12 Sekunden, die er für den zweiten Platz in der Tageswertung erhielt. Als letztem Deutschen war dies Jens Heppner im Jahr 2002 gelungen.
Emotionaler Höhepunkt der Rundfahrt war die 11. Etappe, die in Cesena endete, der Heimat von Marco Pantani, der am 14. Februar 2004 gestorben war.

## Etappen
| Etappe     | Tag     | Start – Ziel                                | km        | Etappensieger       | Maglia Rosa         |
| ---------- | ------- | ------------------------------------------- | --------- | ------------------- | ------------------- |
| Prolog     | 8. Mai  | Genua                                       | 6,9 (EZF) | Bradley McGee       | Bradley McGee       |
| 1. Etappe  | 9. Mai  | Genua – Alba                                | 143       | Alessandro Petacchi | Olaf Pollack        |
| 2. Etappe  | 10. Mai | Novi Ligure – Pontremoli                    | 184       | Damiano Cunego      | Bradley McGee       |
| 3. Etappe  | 11. Mai | Pontremoli – Corno alla Scale               | 191       | Gilberto Simoni     | Gilberto Simoni     |
| 4. Etappe  | 12. Mai | Porretta Terme – Civitella in Val di Chiana | 184       | Alessandro Petacchi | Gilberto Simoni     |
| 5. Etappe  | 13. Mai | Civitella in Val di Chiana – Spoleto        | 177       | Robbie McEwen       | Gilberto Simoni     |
| 6. Etappe  | 14. Mai | Spoleto – Valmontone                        | 164       | Alessandro Petacchi | Gilberto Simoni     |
| 7. Etappe  | 15. Mai | Frosinone – Montevergine                    | 214       | Damiano Cunego      | Damiano Cunego      |
| 8. Etappe  | 16. Mai | Giffoni Valle Piana – Policoro              | 214       | Alessandro Petacchi | Damiano Cunego      |
| 9. Etappe  | 17. Mai | Policoro – Carovigno                        | 142       | Fred Rodriguez      | Damiano Cunego      |
| Ruhetag    |         |                                             |           |                     |                     |
| 10. Etappe | 19. Mai | Porto Sant’Elpidio – Ascoli Piceno          | 146       | Alessandro Petacchi | Damiano Cunego      |
| 11. Etappe | 20. Mai | Porto Sant’Elpidio – Cesena                 | 228       | Emanuele Sella      | Damiano Cunego      |
| 12. Etappe | 21. Mai | Cesena – Treviso                            | 210       | Alessandro Petacchi | Damiano Cunego      |
| 13. Etappe | 22. Mai | Triest – Altopiano Carsico                  | 52 (EZF)  | Serhij Hontschar    | Jaroslaw Popowytsch |
| 14. Etappe | 23. Mai | Triest – Pula (Kroatien)                    | 175       | Alessandro Petacchi | Jaroslaw Popowytsch |
| 15. Etappe | 24. Mai | Poreč (Kroatien) – San Vendemiano           | 234       | Alessandro Petacchi | Jaroslaw Popowytsch |
| 16. Etappe | 25. Mai | San Vendemiano – Pfalzen                    | 217       | Damiano Cunego      | Damiano Cunego      |
| Ruhetag    |         |                                             |           |                     |                     |
| 17. Etappe | 27. Mai | Bruneck – Fondo                             | 153       | Pawel Tonkow        | Damiano Cunego      |
| 18. Etappe | 28. Mai | Cles – Bormio 2000                          | 118       | Damiano Cunego      | Damiano Cunego      |
| 19. Etappe | 29. Mai | Bormio – Presolana                          | 122       | Stefano Garzelli    | Damiano Cunego      |
| 20. Etappe | 30. Mai | Clusone – Mailand                           | 149       | Alessandro Petacchi | Damiano Cunego      |